# لشنگوو-نگچویچ
لشنگوو-نگچویچ (به لاتین: Leśniewo-Niedźwiedź) یک روستا در لهستان است که در گمینا کولشه کوشچیلنه واقع شده‌است.